# Lunca Ilvei
Lunca Ilvei (maďarsky Ilvatelek) je rumunská obec v župě Bistrița-Năsăud. Žije zde přibližně 3 200 obyvatel. Obec se skládá z jediné vesnice.